# Imogen Grant
Imogen Daisy Grant (Cambridge, 26 de fevereiro de 1996) é uma remadora britânica, campeã olímpica.

## Carreira
Grant foi criada em Bar Hill, Cambridge, onde frequentou a Perse School for Girls antes de estudar medicina no Trinity College Cambridge.
Grant ganhou uma medalha de bronze no Campeonato Mundial de Remo de 2018 em Plovdiv, Bulgária, no skiff simples leve e no ano seguinte ela ganhou outra medalha de bronze no Campeonato Mundial de Remo de 2019 em Ottensheim, Áustria, mas desta vez como parte do skiff duplo leve. Com o time de Cambridge, ela venceu a Regata Oxford–Cambridge University de 2022.
Nos Jogos Olímpicos de Verão de 2024, em Paris, conquistou a medalha de ouro na competição de skiff duplo leve feminino, ao lado de Emily Craig, com o tempo de 6:47.06.